# Haskell Glacier
Haskell Glacier är en glaciär i Antarktis. Den ligger i Västantarktis. Inget land gör anspråk på området. Haskell Glacier ligger 1 489 meter över havet.
Terrängen runt Haskell Glacier är kuperad åt nordväst, men åt sydost är den platt. Terrängen runt Haskell Glacier sluttar brant västerut.  Trakten är obefolkad. Det finns inga samhällen i närheten. 